# Cinq Gars pour Singapour
Pour plus de détails, voir Fiche technique et Distribution.
Cinq Gars pour Singapour est un film franco-italien réalisé par Bernard Toublanc-Michel, sorti le 3 mars 1967.

## Synopsis
Singapour. À la suite de la mystérieuse disparition de plusieurs « Marines » permissionnaires, les services secrets américains désignent le jeune Art Smith pour mener l'enquête. Quatre volontaires décident de l'assister dans sa dangereuse entreprise et s'apprêtent à servir d'appâts aux ravisseurs...

## Fiche technique
- Titre : Cinq Gars pour Singapour
- Réalisation : Bernard Toublanc-Michel
- Scénario : Sergio Amidei, Pierre Kalfon et Bernard Toublanc-Michel d'après Cinq Gars pour Singapour de Jean Bruce
- Production : Les Films Number One, Poste Parisien, Riganti Produzione Film (Rome)
- Musique : Antoine Duhamel, Ward Swingle
- Photographie : Jean Charvein
- Montage : Gabriel Rongier
- Pays d'origine :  France -  Italie
- Genre : Espionnage
- Durée : 105 minutes
- Date de sortie : France - 3 mars 1967.
- Affiche : Jean Mascii (France)

## Distribution
- Sean Flynn : Capitaine Art Smith
- Marika Green : Monika Latzko
- Marc Michel : Capitaine Kevin Gray
- Terry Downes : Gruber
- Dennis Berry : Dan
- Peter Gayford : Mr. Brown

## Autour du film
Les droits du personnage d'OSS 117 n'étant pas libres, Bernard Toublanc-Michel l'a donc adapté en renommant le héros Hubert Bonnisseur de La Bath alias OSS 117 en Art Smith.